# Иванов, Дмитрий Александрович (управленец)
Дмитрий Александрович Иванов (род. 4 марта 1971 года, Москва, СССР) — российский менеджер, в 2006—2009 генеральный директор ФК «Динамо».

## Биография
Окончил международное отделение факультет журналистики Московского государственного университета. Работал в дипломатическом управлении Госдумы РФ, отвечал за связи с общественностью в журнале «Нефть и капитал».
С 1998 по декабрь 2003 занимал различные должности в департаменте по связям с общественностью Тюменской нефтяной компании, а с 2001 по декабрь 2003 был главой этого департамента и вице-президентом компании по связям с общественностью.
21 декабря 2004 акционерное общество «Русал» объявило о его назначении на должность заместителя гендиректора компании по связям с общественностью. В качестве одного из направлений деятельности Иванова в «Русале» стало ведение спонсорских контрактов с Олимпийской сборной России, со сборной России по футболу, а также рядом региональных команд.
В мае 2006 года Иванов перешел на работу в ЦС ВСФО «Динамо», где возглавил рабочую группу по реализации антикризисной программы хоккейного клуба «Динамо». Результатом работы группы стали урегулирование основных долговых обязательств клуба и подготовка бюджета на сезон 2006/07.
Сам Иванов рассказывает о своём появлении в «Динамо» так:

…В 2006 году я работал в компании «Русский алюминий» вместе с Юрием Олеговичем Исаевым, который, уйдя из компании «Русал», был назначен на должность первого заместителя председателя Центрального совета общества «Динамо». И я пришёл работать туда по его приглашению. Первая работа условно называлась «спортивный директор общества „Динамо“». Моя задача была связь между обществом «Динамо» и командами по различным видам спорта, которые так или иначе входят в сферу взаимоотношений с «большим» «Динамо». И первая задача, которая была поставлена руководством ЦС, — решить вопросы, связанные с проблемами хоккейного клуба. С этого моя карьера в «Динамо» и началась. После того как был завершён этот этап моей работы, с течением обстоятельств возникли проблемы в футбольном клубе. И я был делегирован на работу непосредственно уже в ФК «Динамо».

2 августа 2006 года ФК «Динамо» сообщило, что генеральный директор клуба Юрий Заварзин подал заявление об увольнении, и с 17 августа исполняющим обязанности гендиректора был назначен Дмитрий Иванов. 29 августа на заседании совета директоров Иванов был утверждён в должности.
Под руководством Иванова «Динамо» добилось наивысшего для себя достижения в чемпионатах России по футболу после 1997 года — завоевало в сезоне 2008 года бронзовые медали.
2 ноября 2009 на совете директоров клуба было принято решение об изменении структуры клуба и, в частности, упразднении должности генерального директора. Президентом был назначен Юрий Исаев, Иванову была предложена должность исполнительного директора, от которой он отказался. В итоге было объявлено о прекращении работы Дмитрия Иванова в «Динамо» по обоюдному соглашению сторон. Деятельность Иванова в должности гендиректора была признана положительной, ему объявлена благодарность.
В 2012 году Дмитрий Иванов вернулся в «Динамо» в качестве заместителя Председателя ЦС ВСФО «Динамо». Однако впоследствии снова занялся самостоятельной консалтиновой деятельности в области спорта.
В августе 2016 года по предложению почетного члена Международного олимпийского комитета Виталия Смирнова возглавил аппарат «Независимой общественной антидопинговой комиссии», которая была создана по инициативе Президента РФ Владимира Путина для разрешения допингового кризиса в российском спорте. Являлся одним из разработчиков «Национального плана борьбы с допингом».